# Mesas de guarnición

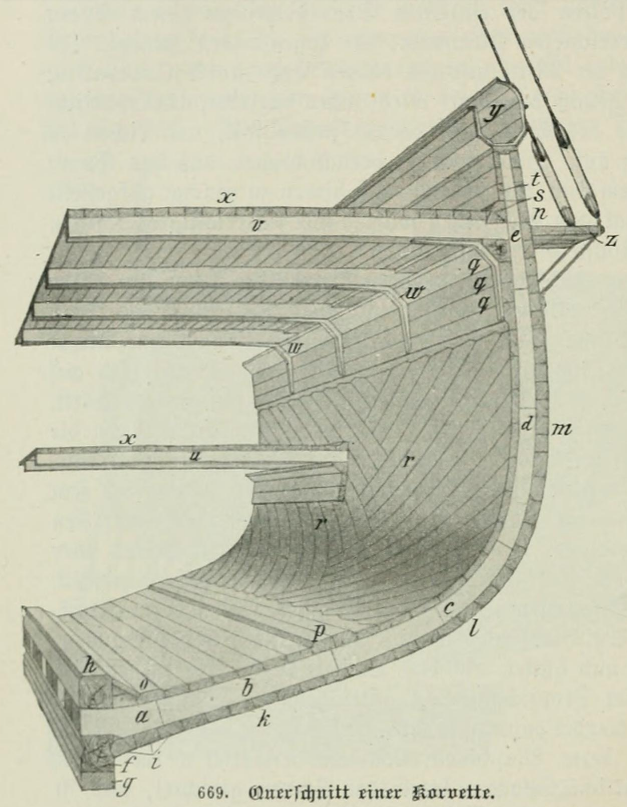
Los tablones salientes del casco (arriba a la derecha) son utilizados para dar más base al triángulo de fuerzas que sostiene un mástil.

En náutica, la mesa de guarnición es la reunión de algunos tablones por sus cantos, empernados del mismo modo en los costados, desde el frente de cada mástil hacia popa, para sujetar en ella y hacer abrir mayor ángulo a la obencadura correspondiente. 

## Descripción
Se colocan a izquierda y derecha un poco hacia popa de cada mástil, debajo o en unión sobre la cinta del galón de la borda para servir de apoyo a los obenques, y para separarlos del eje del navío para que no rocen sobre las regalas de las bordas, y para que formando entre ellos un ángulo más abierto, la arboladura pueda estar mejor sostenida por los obenques. 
Cada uno de los tres palos mayores tiene su mesa de guarnición a cada costado del buque. 
Las mesas de guarnición se forman con tablones de madera de pino. Se ligan a los costados del buque por medio de curvatón, cuatro en la parte superior y dos en la inferior, y pernos de hierro que las penetran en todo su ancho; y por la parte de afuera o externa están sostenidas por un guardacadena de pino, del grueso de la mesa.

### Mesa de guarnición del palo mayor
El largo de las dos mesas de guarnición del palo mayor está por lo general a los dos tercios de la mayor anchura del buque, su ancho al décimo de su largo, y su grueso a un quinto de su ancho: y con relación a la borda del saltillo lo correspondiente para evitar el rozamiento. 

### Mesa de guarnición del palo de trinquete
El largo de las del palo de trinquete es menor de un noveno que el de las del palo mayor; su ancho y grueso siguen proporcionalmente la misma razón. 

### Mesa de guarnición del palo de mesana
El largo de las del palo mesana es un tercio menos que el de las mesas mayores de guarnición; su ancho y grueso siguen proporcionalmente la misma razón. 
El grueso de las mesas de guarnición por lo general disminuye aproximadamente un cuarto hacia el canto exterior. 
Las cadenas sirven de retenida a los obenques. Cada obenque tiene su cadena, y cada cadena está determinada sobre el canto de la mesa de guarnición por un anillo, igualmente de hierro, que coge verticalmente una especie de polea que se llama vigota. El extremo de cada obenque rodea igualmente un motón semejante, y por los ojos recíprocos de estos dos motones pasan los retornos de un cabo que se llama acollador, que sirve para tesar el obenque, y después se arrolla alrededor de este. 
Cada cadena de obenque termina por su parte inferior en una pata que se llama estribo. Esta se fila y emperna por sus dos extremos sobre la segunda y tercera cinta. Estos dos pernos penetran el grueso de la cinta del miembro y del tablón interior sobre el cual se aforran con anillo y chabeta. Estos estribos siguen la dirección diagonal, apartada de la vertical de la de los obenques, gradualmente desde el primero de proa que está recto, con el fin de que dichos estribos hagan la fuerza según la dirección de los obenques. 
El grueso de estos pernos debe ser proporcionado al de la cadena, cuidando de que las cabezas de estos pernos formen un botón grueso y muy chato. El grueso de las cadenas de las mesas de guarnición u obenques, lo mismo que el grueso y ancho de los estribos, tienen proporciones relativas a la fuerza de su respectiva mesa de guarnición. Colocadas las cadenas de la mesa de guarnición, estas se cubren por encima con un listón de madera que las contiene. 
Los pernos de que se ha hablado, y que aseguran cada mesa de guarnición a los costados del buque, deben embutirse varias pulgadas en el grueso de aquellas por razón de la colocación de las cadenas, cuidando de que estos no caigan en el paraje donde haya cadena. Dichos pernos tienen su grueso un poco mayor que el de los empalmes y se rebaten por la parte interior del buque.